# Liste der denkmalgeschützten Objekte in St. Florian (Linz-Land)
Die Liste der denkmalgeschützten Objekte in Sankt Florian enthält die 48 denkmalgeschützten, unbeweglichen Objekte der Gemeinde St. Florian in Oberösterreich (Bezirk Linz-Land).

## Denkmäler
| Foto |                 | Denkmal                                                                                                   | Standort                                                      | Beschreibung | Metadaten |
| ---- | --------------- | --- | ------------------------------------------------------------- | --- | --- |
| ja   | Datei hochladen | Schloss Hohenbrunn HERIS-ID: 38424 Objekt-ID: 37988                                                       | Hohenbrunn 1, 2 Standort KG: Enzing                           | Schloss Hohenbrunn wurde in 10-jähriger Bauzeit (1722–1732) von Jakob Prandtauer im Auftrag des Propstes Födermayr errichtet. Es gilt als die barocke Idealisierung des für das Land typischen Vierkanthofes. Födermayr starb noch im Jahr der Fertigstellung. Da seine Nachfolger den Bau eigentlich nicht benötigten, verfiel das Schloss immer mehr. 1961 wurde ein Verein zur Rettung und Erhaltung des Schlosses gegründet. Der Verein erwarb das Schloss und konnte es mit Unterstützung staatlicher Stellen, dem oberösterreichischen Landesjagdverband und nicht zuletzt Spenden der Wirtschaft bis 1965 komplett restaurieren. Es ist Sitz des oberösterreichischen Landesjagdverbandes und beherbergt seit 1979 das oberösterreichische Jagdmuseum. | BDA-Hist.: Q2241600 Status: Bescheid Stand der BDA-Liste: 2025-06-30 Name: Schloss Hohenbrunn GstNr.: .1, .2 Schloss Hohenbrunn |
| ja   | Datei hochladen | Stiftsmeierhof HERIS-ID: 82814 Objekt-ID: 96663                                                           | Hohenbrunn 4 Standort KG: Enzing                              | Der Meierhof gehört zu den Wirtschaftsbetrieben des Stiftes St. Florian, wird hauptsächlich als Ackerbetrieb geführt und arbeitet nach den Prinzipien der Demeter-Landwirtschaft (Anerkennung 1996). | BDA-Hist.: Q67290619 Status: § 2a Stand der BDA-Liste: 2025-06-30 Name: Stiftsmeierhof GstNr.: .10 Stiftsmeierhof (Sankt Florian) |
| ja   | Datei hochladen | Bildstock Weißes Kreuz HERIS-ID: 82818 Objekt-ID: 96667                                                   | Hohenbrunner Straße Standort KG: Enzing                       | | BDA-Hist.: Q38179376 Status: § 2a Stand der BDA-Liste: 2025-06-30 Name: Bildstock Weißes Kreuz GstNr.: 404/1 Bildstock Weißes Kreuz (Sankt Florian) |
| ja   | Datei hochladen | Neolithische Kreisgrabenanlage Ölkam HERIS-ID: 45220 Objekt-ID: 46144                                     | Hochbauerfeld Standort KG: Gemering                           | Bei Bauarbeiten für eine Straße wurde 1986 eine Kreisgrabenanlage entdeckt. Die Vermessung von Luftbildern ergab, dass die Anlage aus zwei, nach unten spitz zulaufenden Kreisgräben mit Durchmessern von 68 m bzw. 45 m bei einer Breite von 3 bzw. 2,5 m besteht. Die ursprüngliche Tiefe der Gräben war ca. 2 bis 2,5 m. An mindestens 2 Stellen waren die Gräben von Erdstegen unterbrochen. Durch die Auswertung von Keramikfunden konnte die Anlage dem Mittelneolithikum zugeordnet werden. In unmittelbarer Nähe der Kreisgrabenanlage wurden Nachweise für eine Siedlung aus dem gleichen Zeitraum gefunden. Eine neolithische Frauenfigur, die „Venus von Ölkam“ dürfte der bekannteste Fund sein. Außer bei archäologischen Grabungen ist von der Anlage nichts zu sehen (eingeebnete landwirtschaftliche Nutzflächen).                                      | BDA-Hist.: Q38014331 Status: Bescheid Stand der BDA-Liste: 2025-06-30 Name: Neolithische Kreisgrabenanlage Ölkam GstNr.: 1324 |
| ja   | Datei hochladen | Ur- und frühgeschichtliche Fundzone Tödling HERIS-ID: 57648 Objekt-ID: 67893                              | Straßfeld Standort KG: Gemering                               | Bei Baggerungen im Zuge der Verbreiterung der West Autobahn im März 1998 stieß man auf Spuren einer frühneolithischen Besiedlung. Bei der folgenden archäologischen Begleitung der Erdarbeiten konnte ein linearbandkeramischer Siedlungsplatz mit drei Langhäuser und die sie umgebenden Speicher- und Abfallgruben sowie Lehmabbaustellen nachgewiesen werden. In den Gruben wurden Keramikscherben, Steinwerkzeuge und Tierknochen gefunden. Dazu kamen noch Streufunde und einzelne Funde aus späteren Epochen. Da das Gelände seit langem landwirtschaftlich genutzt wird, waren die obersten Schichten zerstört und ohne Befund. | BDA-Hist.: Q38077650 Status: § 57-Mandatsbescheid Stand der BDA-Liste: 2025-06-30 Name: Ur- und frühgeschichtliche Fundzone Tödling GstNr.: 1160, 1161 |
| ja   | Datei hochladen | Kapelle Grubergut zu Grub HERIS-ID: 46434 Objekt-ID: 48449                                                | Niederfraunleiten 14 Standort KG: Niederfraunleiten           | | BDA-Hist.: Q38021520 Status: Bescheid Stand der BDA-Liste: 2025-06-30 Name: Kapelle Grubergut zu Grub GstNr.: 97/1 Kapelle Grubergut (Sankt Florian) |
| ja   | Datei hochladen | Sumerauerkapelle HERIS-ID: 82816 Objekt-ID: 96665                                                         | bei Samesleiten 15 Standort KG: Samesleiten                   | 1890 ließ die Familie Althuber, Besitzer des Sumerauerhofes, diese Kapelle zu Ehren der hl. Maria von Lourdes errichten. | BDA-Hist.: Q38179367 Status: § 2a Stand der BDA-Liste: 2025-06-30 Name: Sumerauerkapelle GstNr.: 731 |
| ja   | Datei hochladen | Freilichtmuseum Sumerauerhof HERIS-ID: 82813 Objekt-ID: 96662                                             | Samesleiten 15 Standort KG: Samesleiten                       | Der Sumerauerhof wurde um 1200 in einer Passauer Urkunde und 1378 in der Liste der Meierhöfe des Stiftes St. Florian genannt. Vorerst nur eine Ansammlung einzelner Gebäude, dürften diese dann im Laufe des 17. Jahrhunderts zu einem Vierkanthof zusammengewachsen sein. Nach einem Brand in der Mitte des 19. Jahrhunderts wurde der Hof in den heutigen Zustand umgebaut. 1978 kaufte das Land Oberösterreich den Hof und richtete darin das Freilichtmuseum Sumerauerhof ein. Seit 2002 ist der Sumerauerhof eine Außenstelle des OÖ Landesmuseums. | BDA-Hist.: Q38179350 Status: § 2a Stand der BDA-Liste: 2025-06-30 Name: Freilichtmuseum Sumerauerhof GstNr.: 731 Sumerauerhof |
| ja   | Datei hochladen | (Getreide)Kasten, Pucking HERIS-ID: 82815 Objekt-ID: 96664                                                | bei Samesleiten 15 Standort KG: Samesleiten                   | Dem Freilichtmuseum Sumerauerhof ist ein Speicherlehrpfad, der einige in Oberösterreich gebräuchliche Formen von gemauerten und hölzernen Getreidespeichern zeigt, angeschlossen. Das denkmalgeschützte Bauwerk ist eine Kopie des Getreidespeichers in Pucking, St. Leonhard 14. | BDA-Hist.: Q38179359 Status: § 2a Stand der BDA-Liste: 2025-06-30 Name: (Getreide)Kasten, Pucking GstNr.: 731 Getreidespeicher Pucking (copy) |
| ja   | Datei hochladen | Zehetnerstöckl HERIS-ID: 17952 Objekt-ID: 14242                                                           | Am Ölberg 2 Standort KG: St. Florian Markt                    | | BDA-Hist.: Q37842656 Status: § 57-Mandatsbescheid Stand der BDA-Liste: 2025-06-30 Name: Zehetnerstöckl GstNr.: .129 Zehetnerstöckl |
| ja   | Datei hochladen | Ölbergkapelle HERIS-ID: 17953 Objekt-ID: 14243                                                            | westlich Am Ölberg 4 Standort KG: St. Florian Markt           | | BDA-Hist.: Q37842682 Status: § 2a Stand der BDA-Liste: 2025-06-30 Name: Ölbergkapelle GstNr.: 236/1 Ölbergkapelle Sankt Florian (Linz-Land) |
| ja   | Datei hochladen | Ehem. Hofmühle HERIS-ID: 17956 Objekt-ID: 14246                                                           | Bachgasse 23 Standort KG: St. Florian Markt                   | | BDA-Hist.: Q37842709 Status: § 2a Stand der BDA-Liste: 2025-06-30 Name: Ehem. Hofmühle GstNr.: .72 Ehemalige Hofmühle (Sankt Florian) |
| ja   | Datei hochladen | Wirtschaftsgebäude HERIS-ID: 17961 Objekt-ID: 14251                                                       | Im Schaffergarten Standort KG: St. Florian Markt              | Dieses Wirtschaftsgebäude ist eine Scheune zur Lagerung diverser Gerätschaften und Materialien des Stiftes St. Florian. | BDA-Hist.: Q37842738 Status: § 2a Stand der BDA-Liste: 2025-06-30 Name: Wirtschaftsgebäude GstNr.: .120 |
| ja   | Datei hochladen | Rathaus HERIS-ID: 17935 Objekt-ID: 14224                                                                  | Leopold-Kotzmann-Straße 1 Standort KG: St. Florian Markt      | | BDA-Hist.: Q37842539 Status: § 2a Stand der BDA-Liste: 2025-06-30 Name: Rathaus GstNr.: .51 Gemeindeamt Sankt Florian (Linz-Land) |
| ja   | Datei hochladen | Aufnahmsgebäude des ehem. Lokalbahnhofes St. Florian HERIS-ID: 17962 Objekt-ID: 14252                     | Leopold-Kotzmann-Straße 8 Standort KG: St. Florian Markt      | Das ehemalige Aufnahmsgebäude der Florianerbahn hat seit längerer Zeit keinen Gleisanschluss. Auf dem Trassenstück zwischen Lokschuppen und Aufnahmsgebäude steht eine Halle des Altstoffsammelzentrums und Bauhofes von St. Florian. | BDA-Hist.: Q37842763 Status: Bescheid Stand der BDA-Liste: 2025-06-30 Name: Aufnahmsgebäude des ehem. Lokalbahnhofes St. Florian GstNr.: 661/4 Aufnahmsgebäude Lokalbahnhof Sankt Florian |
| ja   | Datei hochladen | Lokschuppen des ehem. Lokalbahnhofes St. Florian HERIS-ID: 17963 Objekt-ID: 14253                         | Leopold-Kotzmann-Straße 8, bei Standort KG: St. Florian Markt | Die denkmalgeschützte Remise (Holzfachwerkbau aus 1913) und die historischen Fahrzeuge der Florianerbahn (Oberösterreichische Original-Tramwayfahrzeuge von 1907 bis 1953) sind zum Großteil in Handarbeit aus Holz gefertigt. | BDA-Hist.: Q37842786 Status: Bescheid Stand der BDA-Liste: 2025-06-30 Name: Lokschuppen des ehem. Lokalbahnhofes St. Florian GstNr.: 661/6 Lokschuppen Lokalbahnhof Sankt Florian |
| ja   | Datei hochladen | Wohnhaus, ehem. Apothekerhaus HERIS-ID: 17915 Objekt-ID: 14202                                            | Linzer Straße 3 Standort KG: St. Florian Markt                | | BDA-Hist.: Q37842438 Status: Bescheid Stand der BDA-Liste: 2025-06-30 Name: Wohnhaus, ehem. Apothekerhaus GstNr.: .81/1 |
| ja   | Datei hochladen | Wohnhaus, ehem. Kaiserwirtshaus HERIS-ID: 17918 Objekt-ID: 14206seit 2013                                 | Linzer Straße 11 Standort KG: St. Florian Markt               | | BDA-Hist.: Q37842468 Status: Bescheid Stand der BDA-Liste: 2025-06-30 Name: Wohnhaus, ehem. Kaiserwirtshaus GstNr.: 141/1 Linzer Straße 11 (Sankt Florian (Linz-Land)) |
| ja   | Datei hochladen | Wohnhaus, ehem. Versorgungshaus HERIS-ID: 17920 Objekt-ID: 14208                                          | Linzer Straße 15 Standort KG: St. Florian Markt               | | BDA-Hist.: Q37842496 Status: § 2a Stand der BDA-Liste: 2025-06-30 Name: Wohnhaus, ehem. Versorgungshaus GstNr.: 167/2 Linzer Straße 15 (Sankt Florian (Linz-Land)) |
| ja   | Datei hochladen | Kaiser-Franz-Josef-Schule HERIS-ID: 17934 Objekt-ID: 14223                                                | Linzer Straße 24 Standort KG: St. Florian Markt               | | BDA-Hist.: Q37842523 Status: § 2a Stand der BDA-Liste: 2025-06-30 Name: Kaiser-Franz-Josef-Schule GstNr.: .164 |
| ja   | Datei hochladen | Marktplatzbrunnen HERIS-ID: 17913 Objekt-ID: 14200                                                        | Marktplatz Standort KG: St. Florian Markt                     | Der achteckige Marktbrunnen ist mit 1605 bezeichnet und von einem Morgenstern bekrönt. | BDA-Hist.: Q37842406 Status: Bescheid Stand der BDA-Liste: 2025-06-30 Name: Marktplatzbrunnen GstNr.: 627/2 Marktplatzbrunnen (Sankt Florian) |
| ja   | Datei hochladen | Wohnhaus, ehem. Hofschneiderhaus HERIS-ID: 17901 Objekt-ID: 14187                                         | Marktplatz 1 Standort KG: St. Florian Markt                   | | BDA-Hist.: Q37842015 Status: Bescheid Stand der BDA-Liste: 2025-06-30 Name: Wohnhaus, ehem. Hofschneiderhaus GstNr.: .4 |
| ja   | Datei hochladen | Wohnhaus, Postgebäude HERIS-ID: 17902 Objekt-ID: 14188                                                    | Marktplatz 2 Standort KG: St. Florian Markt                   | | BDA-Hist.: Q37842040 Status: Bescheid Stand der BDA-Liste: 2025-06-30 Name: Wohnhaus, Postgebäude GstNr.: .5 Marktplatz 2, Sankt Florian (Linz-Land) |
| ja   | Datei hochladen | Wohnhaus, Gürtlerhaus HERIS-ID: 17903 Objekt-ID: 14189                                                    | Marktplatz 3 Standort KG: St. Florian Markt                   | | BDA-Hist.: Q37842064 Status: Bescheid Stand der BDA-Liste: 2025-06-30 Name: Wohnhaus, Gürtlerhaus GstNr.: .6 |
| ja   | Datei hochladen | Wohnhaus, altes Schulhaus HERIS-ID: 17904 Objekt-ID: 14190                                                | Marktplatz 4 Standort KG: St. Florian Markt                   | | BDA-Hist.: Q37842121 Status: Bescheid Stand der BDA-Liste: 2025-06-30 Name: Wohnhaus, altes Schulhaus GstNr.: .7 Marktplatz 4, Sankt Florian (Linz-Land) |
| ja   | Datei hochladen | Wohnhaus, ehem. Kaufmannshaus HERIS-ID: 17905 Objekt-ID: 14191                                            | Marktplatz 5 Standort KG: St. Florian Markt                   | | BDA-Hist.: Q37842144 Status: Bescheid Stand der BDA-Liste: 2025-06-30 Name: Wohnhaus, ehem. Kaufmannshaus GstNr.: .8, .9, 23/1 Marktplatz 5, Sankt Florian (Linz-Land) |
| ja   | Datei hochladen | Wohnhaus HERIS-ID: 17906 Objekt-ID: 14192                                                                 | Marktplatz 7 Standort KG: St. Florian Markt                   | | BDA-Hist.: Q37842172 Status: Bescheid Stand der BDA-Liste: 2025-06-30 Name: Wohnhaus GstNr.: 29/1 |
| ja   | Datei hochladen | Wohnhaus, ehem. Glaserhaus HERIS-ID: 17907 Objekt-ID: 14193                                               | Marktplatz 8 Standort KG: St. Florian Markt                   | | BDA-Hist.: Q37842195 Status: Bescheid Stand der BDA-Liste: 2025-06-30 Name: Wohnhaus, ehem. Glaserhaus GstNr.: .12 |
| ja   | Datei hochladen | Wohn- und Geschäftshaus, ehem. Fleischhackerhaus HERIS-ID: 17908 Objekt-ID: 14194                         | Marktplatz 9 Standort KG: St. Florian Markt                   | | BDA-Hist.: Q37842220 Status: Bescheid Stand der BDA-Liste: 2025-06-30 Name: Wohn- und Geschäftshaus, ehem. Fleischhackerhaus GstNr.: .13 |
| ja   | Datei hochladen | Wohnhaus HERIS-ID: 87288 Objekt-ID: 101682                                                                | Marktplatz 10 Standort KG: St. Florian Markt                  | | BDA-Hist.: Q37719304 Status: Bescheid Stand der BDA-Liste: 2025-06-30 Name: Wohnhaus GstNr.: .14 |
| ja   | Datei hochladen | Ehem. Hofrichterei HERIS-ID: 17909 Objekt-ID: 14196                                                       | Marktplatz 11 Standort KG: St. Florian Markt                  | | BDA-Hist.: Q37842249 Status: Bescheid Stand der BDA-Liste: 2025-06-30 Name: Ehem. Hofrichterei GstNr.: .52, .53 |
| ja   | Datei hochladen | Figur Maria-Immaculata HERIS-ID: 87290 Objekt-ID: 101684                                                  | bei Marktplatz 12 Standort KG: St. Florian Markt              | | BDA-Hist.: Q37719327 Status: Bescheid Stand der BDA-Liste: 2025-06-30 Name: Figur Maria-Immaculata GstNr.: .54 |
| ja   | Datei hochladen | Wohnhaus, Fürhauser Bäckenhaus HERIS-ID: 17910 Objekt-ID: 14197                                           | Marktplatz 13 Standort KG: St. Florian Markt                  | | BDA-Hist.: Q37842275 Status: Bescheid Stand der BDA-Liste: 2025-06-30 Name: Wohnhaus, Fürhauser Bäckenhaus GstNr.: .61/1 |
| ja   | Datei hochladen | Wohnhaus, Wilnauerhaus HERIS-ID: 17911 Objekt-ID: 14198                                                   | Marktplatz 14 Standort KG: St. Florian Markt                  | | BDA-Hist.: Q37842299 Status: Bescheid Stand der BDA-Liste: 2025-06-30 Name: Wohnhaus, Wilnauerhaus GstNr.: .62 |
| ja   | Datei hochladen | Wohnhaus HERIS-ID: 17912 Objekt-ID: 14199                                                                 | Marktplatz 15 Standort KG: St. Florian Markt                  | | BDA-Hist.: Q37842333 Status: Bescheid Stand der BDA-Liste: 2025-06-30 Name: Wohnhaus GstNr.: .63/1 |
| ja   | Datei hochladen | Ehem. Glockengießerei, Hauptgebäude und Gießanlage HERIS-ID: 56773 Objekt-ID: 66347                       | Pummerinplatz 4 Standort KG: St. Florian Markt                | Dombaumeister Matthäus Schlager plante den Industriebau im Heimatstil mit neobarocken Grundzügen. Durch den Guss der Pummerin für den Wiener Stephansdom in den Jahren 1951 bekam der Betrieb seinen Platz in der Geschichte der 2. Republik. Ein Modell dieser Glocke steht heute neben dem ehemaligen Gießereigebäude. Ende 1994 ging die Firma in Konkurs, eine Weiterführung des Betriebes als Aluminiumschrottschmelze scheiterte am Widerstand der Anrainer und man stellte den Betrieb ein. | BDA-Hist.: Q2011567 Status: Bescheid Stand der BDA-Liste: 2025-06-30 Name: Ehem. Glockengießerei, Hauptgebäude und Gießanlage GstNr.: 306/10 Oberösterreichische Glocken- und Metallgießerei |
| ja   | Datei hochladen | Wohnhaus, Kochhaus HERIS-ID: 17964 Objekt-ID: 14254                                                       | Schlagerstraße 1 Standort KG: St. Florian Markt               | | BDA-Hist.: Q37842815 Status: Bescheid Stand der BDA-Liste: 2025-06-30 Name: Wohnhaus, Kochhaus GstNr.: .123 Kochhaus St. Florian |
| ja   | Datei hochladen | Wohnhaus, ehem. Hoffleischhauerhaus HERIS-ID: 17969 Objekt-ID: 14259                                      | Schlagerstraße 9 Standort KG: St. Florian Markt               | | BDA-Hist.: Q37842843 Status: § 2a Stand der BDA-Liste: 2025-06-30 Name: Wohnhaus, ehem. Hoffleischhauerhaus GstNr.: .132 Schlagerstraße 9 (Sankt Florian (Linz-Land)) |
| ja   | Datei hochladen | Ehem. Gasthof zur Traube HERIS-ID: 17971 Objekt-ID: 14261                                                 | Speiserberg 1 Standort KG: St. Florian Markt                  | | BDA-Hist.: Q37842900 Status: Bescheid Stand der BDA-Liste: 2025-06-30 Name: Ehem. Gasthof zur Traube GstNr.: .86, 132 |
| ja   | Datei hochladen | Figurenbildstock hl. Johannes von Nepomuk HERIS-ID: 19993 Objekt-ID: 16292                                | gegenüber von Speiserberg 1 Standort KG: St. Florian Markt    | Das Standbild des hl. Johannes von Nepomuk An der Stützmauer unterhalb des Stiftes stammt aus dem zweiten Viertel des 18. Jahrhunderts und wurde vermutlich von Leonhard Sattler geschaffen. | BDA-Hist.: Q37849791 Status: § 2a Stand der BDA-Liste: 2025-06-30 Name: Figurenbildstock hl. Johannes von Nepomuk GstNr.: 644/4 Nepomuk (Marktplatz Sankt Florian) |
| ja   | Datei hochladen | Gasthof Goldener Löwe mit Gartensalettl HERIS-ID: 17972 Objekt-ID: 14262                                  | Speiserberg 9 Standort KG: St. Florian Markt                  | Das Gasthaus Goldener Löwe wurde 1742 erstmals urkundlich erwähnt. Bemerkenswert sind auch das Gartensalettl an der Südseite und der schöne Gasthausausleger am Eingang auf der Seite zur Stiftstraße. | BDA-Hist.: Q37842926 Status: Bescheid Stand der BDA-Liste: 2025-06-30 Name: Gasthof Goldener Löwe mit Gartensalettl GstNr.: .94/1 Gasthof Goldener Löwe, Sankt Florian |
| ja   | Datei hochladen | Augustinerchorherrenkloster Sankt Florian HERIS-ID: 105342 Objekt-ID: 122319                              | Stiftstraße 1, u. a. Standort KG: St. Florian Markt           | Der Ursprung des Stiftes St. Florian liegt im Dunkeln. Unter der Gruft der Stiftskirche fand man Mauerreste aus der Römischen Kaiserzeit. Es wird vermutet, dass die Verehrung des Märtyrers Florian schon im 4. Jahrhundert begann. In Schriften findet man Hinweise aus der Zeit um 800. 1071 kamen die Augustiner-Chorherren in das Stift. Carlo Antonio Carlone begann 1686 mit dem Neubau der Stiftsgebäude und arbeitete hier bis zu seinem Tod im Jahre 1708. Jakob Prandtauer führte sein Werk weiter, jedoch nicht ohne seine Vorstellung mit einfließen zu lassen. Als 1726 auch Prandtauer starb, wurden Jakob Steinhueber und Gotthard Hayberger mit der Fertigstellung beauftragt. Um 1750 war der Bau dann nach den Plänen und Vorstellungen der Auftraggeber fertig. Das Stift stellt eine geschlossene barocke Einheit dar.                             | BDA-Hist.: Q877136 Status: § 2a Stand der BDA-Liste: 2025-06-30 Name: Augustinerchorherrenkloster Sankt Florian GstNr.: .114/1, .114/2, 627/2, .3/1, 1/1, 1/2, 1/3, 1/4, 1/5, 1/6, 1/7, 1/8, 8, 11, 14, 15, 20/1, 216/3, .1, .2, .3/2, .3/3, .116/1, .122/1, .122/2, .134, .166, .167, .168, 216/1 Stift Sankt Florian |
| ja   | Datei hochladen | Wohnhaus HERIS-ID: 17937 Objekt-ID: 14226                                                                 | Wiener Straße 6 Standort KG: St. Florian Markt                | | BDA-Hist.: Q37842557 Status: § 2a Stand der BDA-Liste: 2025-06-30 Name: Wohnhaus GstNr.: .47 |
| ja   | Datei hochladen | Johanneskirche mit Bruderhaus und ehem. Stiftsspital und Florianibrunnen HERIS-ID: 17944 Objekt-ID: 14233 | Wiener Straße (30), 32 Standort KG: St. Florian Markt         | Das Bruderhaus war das Kranken- und Altenheim des Stiftes St. Florian. Die dazugehörende Kirche wurde 1111 urkundlich erwähnt, sie ist aber sicher älter. Die bestehende Kirche ist im Kern gotisch und wurde 1681 barockisiert. Damals erhielt auch der Turm eine Haube im Stil der Zeit. Bei der Restaurierung um 1890 bekam die Kirche neue Sitzbänke und die Floriansquelle, die unter der Kirche entspringt, wurde mit einer Steinbalustrade eingefasst. Die Kirche hat auf der rechten Seite eine vergitterte Nische in der sich eine gotische Steinmadonna von ca. 1340 befindet. Das Bild des barocken Hochaltars zeigt der Tod des hl. Florian. Interessant ist auch die barocke Brunnenanlage des Florianibründls an der Südseite der Kirche mit einer Statue des Heiligen. Das Haus beherbergt eine Werkstätte und Wohnungen der Lebenshilfe Oberösterreich. | BDA-Hist.: Q37842598 Status: § 2a Stand der BDA-Liste: 2025-06-30 Name: Johanneskirche mit Bruderhaus und ehem. Stiftsspital und Florianibrunnen GstNr.: .35, 65/2 Johanneskirche, Bruderhaus, Stiftsspital, Florianiquelle, Sankt Florian (Linz-Land)                                                                 |
| ja   | Datei hochladen | Hauptschule, Altbau HERIS-ID: 59707 Objekt-ID: 71237                                                      | Wiener Straße 44 Standort KG: St. Florian Markt               | Der Altbau der Hauptschule von St. Florian wurde zwischen 1884 und 1889 als Ortskrankenhaus errichtet. Erst 1949 wurde eine vierklassige Hauptschule eingerichtet. Seither erfolgte ein stetiger Aus- und Umbau des Hauses. | BDA-Hist.: Q38088383 Status: § 2a Stand der BDA-Liste: 2025-06-30 Name: Hauptschule, Altbau GstNr.: 56/2 |
| ja   | Datei hochladen | Bildstock HERIS-ID: 82752 Objekt-ID: 96597                                                                | nahe Wolferner Straße 1 Standort KG: St. Florian Markt        | | BDA-Hist.: Q38179158 Status: § 2a Stand der BDA-Liste: 2025-06-30 Name: Bildstock GstNr.: 413/1 Bildstock Wolferner Strasse |
| ja   | Datei hochladen | Schlossanlage Tillysburg HERIS-ID: 38729 Objekt-ID: 38323                                                 | Tillysburg 1, 5, 8 Standort KG: Tillysburg                    | Der heutige Bau wurde zwischen 1633 und 1645 errichtet. 1720 wurde das Schloss durch Johann Michael Prunner umgestaltet. | BDA-Hist.: Q2243730 Status: Bescheid Stand der BDA-Liste: 2025-06-30 Name: Schlossanlage Tillysburg GstNr.: 847, 849, 845, 843/1, 843/2, 843/3, 843/4, 848/1, 848/2, 848/3 Schloss Tillysburg |
| ja   | Datei hochladen | Mittelalterlicher Burgstall Volkersdorf HERIS-ID: 112364 Objekt-ID: 130507seit 2015                       | Standort KG: Tillysburg                                       | → Hauptartikel : Burg Volkenstorf f1 | BDA-Hist.: Q16830720 Status: Bescheid Stand der BDA-Liste: 2025-06-30 Name: Mittelalterlicher Burgstall Volkersdorf GstNr.: 850 Burg Volkenstorf, Tillysburg |